# Larino
Larino ist eine Stadt in der Provinz Campobasso in der Region Molise in Italien mit 6324 Einwohnern (Stand 31. Dezember 2023).

## Geographie
Larino liegt 54 km nordöstlich von Campobasso und 270 km östlich von Rom sowie 25 km von der Adriaküste entfernt.
Der Ort liegt im Basso Molise zwischen den Flüssen Cigno und Biferno.

## Geschichte
Vier Kilometer südlich der Ortschaft wurde ab 1964 eine vorrömische Tempelanlage des 3.–2. Jahrhunderts v. Chr. ausgegraben und teilweise rekonstruiert. Der größere Tempel hat einen Sockel, auf den neun Stufen hinauf führen. Der Giebel wurde von vier ionischen Säulen getragen, die heute im Gelände liegen. Der kleinere, teilweise rekonstruierte Tempel birgt noch Reste seines Mosaikbodens. Zahlreiche Funde aus Keramik wurden ins Nationalmuseum in Chieti gebracht.

## Bevölkerung
| Jahr      | 1871 | 1901 | 1921 | 1951 | 1971 | 1991 | 2001 | 2016 |
| --------- | ---- | ---- | ---- | ---- | ---- | ---- | ---- | ---- |
| Einwohner | 5576 | 7044 | 6923 | 8521 | 6813 | 8294 | 7078 | 6730 |

Quelle: ISTAT

## Söhne und Töchter der Stadt
- Adriano Lualdi (1885–1971), italienischer Komponist, Dirigent, Musikpädagoge und -kritiker